# Urusei Yatsura: Itsudatte My Darling
Urusei Yatsura: Itsudatte My Darling (jap. うる星やつら いつだってマイ・ダーリン), auch 10th Anniversary Special genannt, ist ein Anime-Film aus dem Jahr 1991 und wurde anlässlich des zehnten Jubiläums der Animeserie Urusei Yatsura, das am 18. August 1991 in Budokan stattfand, produziert und dort vorgeführt.  An der Produktion war Kitty Film beteiligt, die Animation produzierte Madhouse.

## Handlung
Eine außerirdische Prinzessin namens Lupica suchte in der intergalaktischen Datenbank nach Ataru, dem größten Perversling des Universums, da er der einzige sei, der an einen Liebestrank kommt. Währenddessen wird in der Tomobiki-Stadt gefeiert. Ataru reißt jedes weibliche Wesen an sich, das auf dem Fest anwesend ist, und Lum versucht ihn daran zu hindern. Vier Alien-Agenten suchen anhand des Fotos nach Ataru Moroboshi, die sie auch alsbald finden. Sie fordern ihn nachdrücklich auf, sie auf einer wichtigen Mission zu begleiten. Ataru weigert sich zunächst, lässt sich aber sofort umstimmen, als Prinzessin Lupica auf der Erde landet. Während Ataru nur an Hochzeit denkt, ist Lupica hinter dem Liebestrank her. Lum hat von der Entführung erfahren und macht sich zusammen mit Oyuki und Benten auf den Weg, ihn zurückzuholen. Schließlich finden sie heraus, dass kürzlich jemand die interstellaren Datenbanken nach dem größten Perversling des Universums abgesucht hat.
Lupica landet zwischenzeitlich auf ihrem Heimatplaneten, da sie demnächst ihren achtzehnten Geburtstag begeht und dann heiraten muss. Obwohl es genug Bewerber gibt, hat sie sich längst für Rio entschieden, einen fliegenden Tofu-Händler. Zwar erwidert er ihre Liebe an sich durchaus, aber keiner von beiden traut sich, es zuzugeben, weswegen Lupica unbedingt ihm einen Tropfen des Liebestranks geben möchte, mit der Hoffnung, dass er ihr sofort verfällt. Lum und ihre Freunde finden in einem Restaurant einen Wahrsager, der Hinweise gibt, wo sich der Tempel befindet, in dem sich der Liebestrank befindet. Doch Ataru hat den Trank zwischenzeitlich gefunden.
Wieder auf der Erde, sind alle hinter Ataru und dem Trank her. Er versteckt ihn bei seiner Mutter und Lum findet ihn. Als er nach Hause kommt, servierte sie ihm ein Getränk mit ein paar Tropfen des Liebestranks. Doch Ataru muss um eine Wirkung zu erzielen zuerst ein Mädchen ansehen. Doch dieser weigerte sich vehement Lum anzuschauen. Dann stürmt Lupica das Haus, Ataru öffnet erschrocken die Augen und ist sofort Lupica verfallen. Sie findet den Liebestrank, fliegt sofort zu ihrem Heimatplaneten, wobei sie allerdings nicht weiß, dass dieser Liebestrank nur eine Fälschung ist. Lum ist entsetzt, was aus Ataru geworden ist und zerstört die Flasche. Alle wünschen sich nur noch, dass Ataru wieder normal wird. Lupica erfährt währenddessen, dass sie hereingelegt worden ist, da der Liebestrunk bei Rio nicht wirkt. Benten und Oyuki haben das beobachtet.
Lum, Oyuki und Benten erfahren vom Wahrsager, dass nur ein zweiter Schluck gereicht hätte, um Ataru wieder normal werden zu lassen. Beim nächsten Vollmond wächst eine extrem seltene Blüte, aus dem der Liebestrank ursprünglich hergestellt wurde. Noch in der Nacht machen sich Lum, Oyuki und Benten und auch Lupica auf den Weg zur Erde um diese Blüte zu ernten. Es kommt zu einem Kampf um die Blüte zwischen Lum und Lupica. Oyuki und Benten suchen nach Rio, damit dieser das Schlimmste verhindert und seine Liebe zu Lupica zu gesteht. Lum nutzt die Blüte um Ataru zu normalisieren. Rio gesteht  Lupica seine Liebe und alle Probleme sind gelöst. Am Ende taucht Sakurambō auf, der einen 4000 Jahre alten chinesischen Liebestrunk gefunden hat und dann sind wieder alle hinter dem Gefäß her.

## Produktion
Der Film wurde vom Madhouse unter der Regie von Katsuhisa Yamada produziert. Animationsregie führte Kumiko Takahashi, die ebenfalls für das Charakterdesign verantwortlich war und sich im Vergleich zu der Animeserie sowie die vorherigen Filme und den OVA's deutlich unterscheidet. Die künstlerische Leitung hatte Shinichi Uehara inne und die Musik komponierte Mitsuru Kotaki.

## Synchronisation
Die japanische Synchronisation wurde von Tokyo TV Center produziert.
| Rolle              | Japanischer Sprecher (Seiyū) |
| ------------------ | ---------------------------- |
| Ataru Moroboshi    | Toshio Furukawa              |
| Lum Invader        | Fumi Hirano                  |
| Shinobu Miyake     | Saeko Shimazu                |
| Shūtarō Mendō      | Akira Kamiya                 |
| Jariten/Ten        | Kazuko Sugiyama              |
| Ryūnosuke Fujinami | Mayumi Tanaka                |
| Ryūnosuke's Vater  | Masahiro Anzai               |
| Cherry/Sakurambō   | Ichirō Nagai                 |
| Sakura             | Machiko Washio               |
| Ran                | Kazue Komiya                 |
| Benten             | Yūko Mita                    |
| Oyuki              | Noriko Ohara                 |
| Onsen-Mark         | Michihiro Ikemizu            |
| Rei                | Tesshō Genda                 |
| Schuldirektor      | Tomomichi Nishimura          |
| Megane             | Shigeru Chiba                |
| Kakugari           | Shinji Nomura                |
| Perm               | Akira Murayama               |
| Chibi              | Kazunara Futamata            |
| Lupica             | Naoko Matsui                 |
| Rio                | Shinnosuke Furumoto          |

## Veröffentlichungen
Urusei Yatsura: Itsudatte My Darling wurde zuerst am 18. August 1991 bei der Jubiläumsfeier in Budokan erstaufgeführt, der reguläre Kinostart in den japanischen Kinos war am 2. November 1991 und lief als Double-Feature zusammen mit dem Film Ranma ½ – Big Trouble in Nekonron, China. Später erschien der Film auch auf VHS und Laserdisc. Die erste DVD-Veröffentlichung erschien am 19. Juli 2000, am 19. Dezember 2001 erschien eine weitere DVD-Veröffentlichung, mit dem Unterschied, dass das Bildmaterial neu aus dem Negativ restauriert wurde und der Ton unkomprimiert vorliegt. Der Film erschien auch in den USA, Frankreich, Italien und Spanien. Allerdings nutzen ausländische Synchronversionen, bis auf die amerikanische Synchronfassung nicht die Originalmischung, weswegen man dort nicht die Originalhintergrundmusik und Effekte hören kann.